# Ces corps vils
Ces corps vils (Vile Bodies) est le deuxième roman d'Evelyn Waugh (1930). Il fait la satire des Bright Young People, jeunes aristocrates riches et hédonistes des années 1920 faisant la fête à Londres après la Première Guerre mondiale et de la presse tabloïd qui se nourrissait de leurs "exploits".

## Adaptations à la télévision et au cinéma
- 1970 : Viles Bodies, téléfilm britannique réalisé par Alan Cooke.
- 2003 : Bright Young Things, film britannique réalisé par Stephen Fry, avec Stephen Campbell Moore, Emily Mortimer et James McAvoy.